# Maddie Baillio
Madelyn Marie "Maddie" Baillio (nacida el 15 de febrero de 1996) es una actriz y cantante estadounidense que apareció en el especial de televisión Hairspray Live y en la película Dumplin'. Se graduó del Marymount Manhattan College.

## Filmografía
| Año  | Título              | Role                 | Notas          |
| ---- | ------------------- | -------------------- | -------------- |
| 2016 | Hairspray Live!     | Tracy Turnblad       | Película de TV |
| 2018 | Dumplin'            | Millie Mitchellchuck |                |
| 2021 | Cinderella          | Malvolia             |                |
| 2021 | The Raso Life Story | Frandy               |                |